# Songs and Proverbs of William Blake
Songs and Proverbs of William Blake (Cançons i proverbis de William Blake), op. 74, és un cicle de cançons per a baríton i piano compostos per Benjamin Britten l'any 1965.
La partitura publicada afirma que les paraules van ser "seleccionades per Peter Pears" de Proverbs of Hell, Auguries of Innocence i Songs of Experience de William Blake. Va ser estrenada al Festival d'Aldeburgh el juny de 1965 pel baríton alemany Dietrich Fischer-Dieskau i el compositor. El crític William Mann va pensar que el cicle seria jutjat com "el cicle de cançons més profund i subtil de Britten"; i John Warrack va escriure a The Daily Telegraph que Britten "ha arribat, crec, aquí a un acord amb la foscor i la sensació de crueltat que sempre ha perseguit el seu art".
El cicle va ser gravat per a Decca pels intèrprets originals el desembre de 1965 al Kingsway Hall de Londres amb John Culshaw com a productor i Kenneth Wilkinson com a enginyer de so. Un enregistrament de Gerald Finley (baríton) i Julius Drake (piano) va guanyar el premi Gramophone vocal solista el 2011.
El cicle es compon de manera transversal, sense interrupcions, però es divideix en les següents seccions:
1. "Proverb 1"
2. "London"
3. "Proverb 2"
4. "The Chimney Sweeper"
5. "Proverb 3"
6. "A Poison Tree"
7. "Proverb 4"
8. "The Tyger"
9. "Proverb 5"
10. "The Fly"
11. "Proverb 6"
12. "Ah! Sun-flower"
13. "Proverb 7"
14. "Every Night and Every Morn"

"Proverbi 7" i "Every Night and Every Morn" són d'Auguries of Innocence; els altres proverbis són de Proverbs of Hell, i els altres poemes de Songs of Experience.